# Begin the Beguine
«Begin the Beguine» es una canción compuesta por Cole Porter que está considerada uno de los estándares de la música popular estadounidense.
Fue compuesta en 1934, según el propio Porter, en un crucero exótico por las islas Fiyi. Sus orígenes son inciertos: de acuerdo con él, quien antes había declarado haber oído los cuatro primeros compases a un isleño en Kalahabi que bailaba frenéticamente bajo la luna de indonesia, luego la había escuchado a una banda martiniquesa en un café cantante de París. Entonces bautizó el ritmo como una "rumba calipso." Más tarde, sin embargo, aseguraría que no venía de Trinidad, sino de la misma Martinica y que se llamaba bel-air de la lune. 
Actualmente el ritmo es conocido como beguine. El Diccionario de la música de Oxford lo califica como polka lenta, aunque en realidad sería más una rumba lenta.
El primer músico que la grabó fue Xavier Cugat con su orquesta en 1935 y su popularidad quedó garantizada con la grabación que hizo de ella Artie Shaw con una orquestación en tiempo de swing en 1938.
- Datos: Q814327